# Tolleson, Arizona
Tolleson je grad u američkoj saveznoj državi Arizona. Prema popisu stanovništva iz 2010. u njemu je živjelo 6,545 stanovnika.